# Chrysallida penchynati
Chrysallida penchynati is een slakkensoort uit de familie van de Pyramidellidae. De wetenschappelijke naam van de soort is voor het eerst geldig gepubliceerd in 1883 door Bucquoy, Dautzenberg & Dollfus.